# Cimbora (gyermeklap, 1922–1929)
A Cimbora romániai magyar gyermeklap volt, amely a szatmári Szabadsajtó Könyvnyomda és Lapkiadó Rt kiadásában indult 1922. február 12-én, Szentimrei Jenő fáradozásainak eredményeképpen. A 29. számtól megszűnéséig (1929. július 14.) főszerkesztője Benedek Elek volt. Egy ideig hetente, majd havonta háromszor jelent meg, előbb "jó gyermekek képes hetilapja", majd "Románia és az utódállamok egyetlen magyar nyelvű képes gyermeklapja" alcímmel. Kiadóhivatala Szatmáron, nyomdája előbb Nagybányán, majd szintén Szatmáron volt. A Kisbaconban élő szerkesztő rendkívül nehéz feltételek mellett nemcsak erkölcsnevelő célzatú szórakoztató irodalommal, történelmi és természettudományos ismeretterjesztő olvasmánnyal látta el előfizetőinek táborát, hanem az Elek apó üzeni rovat útján nagyszámú gyermeklevelezőjének helyesírását, fogalmazáskészségét is következetesen csiszolta, fejlesztette. A rövid idő alatt népszerűvé vált lapban a magyar, román és egyetemes gyermekirodalom klasszikusai is helyet kaptak, de a szerkesztő nagy súlyt helyezett arra, hogy bevonja munkatársai sorába a legjobb hazai írókat. Írásaival szerepelt a lapban Áprily Lajos, Berde Mária, Dsida Jenő, Kacsó Sándor, Karácsony Benő, Ligeti Ernő, Reményik Sándor, Sipos Domokos, Tamási Áron, Tompa László, Muzsnayné Csizmadia Gabriella. A lap kiadásában jelent meg a Cimbora Könyvtára.
A lap 1922-29 közötti anyagának a válogatása az Erdélyi Gondolat kiadónál látott napvilágot.
- Csire Gabriella: Elek apó ’’Cimborá’’ja, Székelyudvarhely, 1994.
- Csire Gabriella: Elek apó ’’Cimborá’’ja, Székelyudvarhely, 2000.

## További irodalom
- Jánky Béla: Elek apó házatáján. Dolgozó Nő 1969/3.
- Hegedűs János: Nagyapó, édes nagyapóka. Dolgozó Nő 1973/5.
- Marton Lili: Elek nagyapó. 1975. 198-208. A Cimbora.
- Szabó Zsolt: Elek apó és Cimborája. Könyvtár 1979/3; Benedek Elek irodalmi levelezése. 1921–1929. I. 1979. Előszó.
- Csire Gabriella: Elek apó Cimborája. Erdélyi Gondolat Könyvkiadó, 1994; bővített kiadás 2000.
- Jáki László: Benedek Elek és az ifjúságifolyóirat-kiadás